# 册亨站
册亨站位于中华人民共和国贵州省黔西南布依族苗族自治州册亨县巧马镇，是南昆铁路上的火车站，建于1997年，由中国铁路南宁局集团百色车务段管辖。

## 歷史
- 建于1997年。

## 車站周邊
- 余安高速公路
- 巧马镇人民政府

## 外部連結
- 中国铁路客户服务中心 （页面存档备份，存于）